# Upperville (Virginia)
Upperville ist eine Gemeinde im US-Bundesstaat Virginia. Der Ort liegt 80 km westlich von Washington, D.C. im Fauquier County. Er befindet sich unweit der Blue Ridge Mountains und wird vom U.S. Highway 50 durchschnitten. Das U.S. Census Bureau hat bei der Volkszählung 2020 eine Einwohnerzahl von 178 ermittelt.

## Geschichte
1775 erwarb George Washington Land in der Umgebung des heutigen Upperville. Hierzu gehörte auch eines der ältesten Gebäude der Gegend, dass heute unter dem Namen 1793 Inn als Gasthaus betrieben wird. Die eigentliche Ortsgründung erfolgte 1790, als Josephus
Carr entlang des heutigen Highway 50 seinen Grundbesitz in 50 Parzellen aufteilte und dem Ort den Namen Carrstown gab. 1819 erfolgte die Umbenennung des Ortes in Upperville. Während des Sezessionskrieges war die Umgebung von Upperville Schauplatz einer Schlacht während des Gettysburg-Feldzuges, die als Battle of Upperville in die Geschichte einging. Am 21. Juni 1863 stießen hier die Truppen der Union unter Leitung von General Alfred Pleasonton auf die Truppen der Konföderierten unter Leitung von James Ewell Brown Stuart. An der Schlacht nahmen etwa 10.000 Armeeangehörige teil von denen 400 vor Ort starben. Die älteste Kirche des Ortes, die 1832 erbaute United Methodist Church, diente während der Schlacht als Krankenhaus der Unionstruppen.

## Upperville heute
Die Gemeinde ist wie seit ihrer Gründung von der Landwirtschaft geprägt. Neben dem Anbau von Getreide ist der Ort vor allem ein Zentrum für Pferdezucht. Hierzu trägt auch die seit 1853 im Ort ausgetragene Upperville Colt and Horse Show bei, das älteste Reitturnier der USA. Nach dem Zweiten Weltkrieg entwickelte sich Upperville zudem zu einem bevorzugten Wohnort für die gesellschaftliche Oberschicht des unweit gelegenen Washington D.C. Nach einem Besuch der Gemeinde verfasste 1961 John Updike das Gedicht Upon Learning That a Town Exists Called Upperville.